# Suïcidi assistit

Legislació del suïcidi assistit al món:
Suïcidi medicament assistit legal
Legalitzat per sentència judicial, però no legislat o regulat
Suïcidi assistit il·legal

El suïcidi assistit —depenent de la legislació del país pot ser assimilable a l'auxili al suïcidi—, en relació amb el final de la vida, consisteix en l'ajuda o assistència a una altra persona que desitja acabar amb la seva vida. En la majoria dels països la legislació ho contempla com a delicte punible. Els països que han legalitzat el suïcidi assistit són Alemanya, Bèlgica, Canadà, Luxemburg, Països Baixos, Suïssa i alguns estats dels Estats Units (Califòrnia, Colorado, Hawaii, Maine, Montana, Nova Jersey, Oregon, Vermont, Washington, i Washington DC) i Austràlia (Austràlia Occidental i Victòria). Els Tribunals Constitucionals d'Àustria i Colòmbia van legalitzar el suïcidi assistit, però els seus parlaments encara no han legalitzat o reglamentat aquesta pràctica. Nova Zelanda va legalitzar el suïcidi assistit en un referèndum en 2020, encara que no entrarà en vigor fins al 6 de novembre de 2021. El parlament de Portugal va aprovar la legalització del suïcidi assistit al febrer de 2021, encara que actualment està sota consideració del Tribunal Constitucional.
Es considera assistència al suïcidi el lliurament de el material necessari per a la seva realització. L'ajuda pot ser facilitada per professionals metges, infermeres o altres persones. Alguns països europeus, com els Països Baixos i Bèlgica, han regulat el suïcidi assistit com una atribució dels professionals de la medicina i la infermeria. En canvi, Suïssa permet tant el suïcidi medicament assistit com l'auxili al suïcidi, és a dir, qualsevol persona pot ajudar a una altra a suïcidar-se sense conseqüències jurídiques i no ha de realitzar-se necessàriament en un context mèdic o d'infermeria.
L'auxili a el suïcidi no s'ha de confondre amb l'eutanàsia ni amb la inducció al suïcidi. A diferència de l'eutanàsia, en el suïcidi assistit l'actuació del professional mèdic es limita a proporcionar el pacient els mitjans necessaris perquè sigui ell mateix qui es produeixi la mort. L'element distintiu no rau en el mitjà que s'empra, sinó en el subjecte que la porta a terme: a la primera -la eutanàsia-, una altra persona és l'agent actiu respecte de qui la sol·licita; en el segon, el pacient és el subjecte actiu, assistit i aconsellat per un metge. Tampoc s'ha de confondre amb la inducció al suïcidi, que consisteix a trencar la voluntat de la persona, que no desitjava suïcidar-se, perquè ho faci.

## Defensa del suïcidi assistit

Legislació del suïcidi assistit a Europa:
Suïcidi medicament assistit legal
Legalitzat per sentència judicial, però no legislat o regulat
Suïcidi assistit il·legal.

El 1997, The New York Review of Books va publicar una carta oberta titulada «Assisted Suicide: The Philosopher’s Brief», en la qual es demanava al Tribunal Suprem dels Estats Units la despenalització del suïcidi assistit. Signaven la carta John Rawls, Ronald Dworkin i Robert Nozick, juntament amb altres estudiosos de la filosofia moral.
La tesi central de l'al·legat era que si una persona malalta està ben informada i és capaç de prendre decisions lliurement, «negar-li l'oportunitat [del suïcidi assistit] […] tan sols pot justificar-se a partir d'una convicció religiosa o ètica sobre el valor o significat de la vida». Però en un Estat democràtic les institucions polítiques no poden afavorir a unes doctrines comprensives (és a dir, visions generals sobre la vida, el bé i l'univers) per sobre d'unes altres. En democràcia, les institucions són justes si estan informades per uns principis de justícia que qualsevol persona raonable podria donar suport en tant que ciutadà, amb independència del que pensi sobre la vida, el bé i l'univers.
El filòsof canadenc Wayne Sumner sosté que quan les circumstàncies del pacient són tals que el suïcidi és èticament acceptable —com en el cas de les malalties terminals—, també és èticament permissible que el metge faciliti el mitjà perquè el pacient ho faci.
La jutge canadenca Lynn Smith va dictaminar, el 2012, que «les disposicions del Codi Penal que impedeixen l'assistència mèdica per morir violen el dret de les persones discapacitades no només a la igualtat, sinó també a la vida, la llibertat i la seguretat».
En 2013 el científic Stephen Hawking va manifestar la seva defensa del suïcidi assistit per a malalts terminals.

## Casos judicials
En 1992, el metge estatunidenc Jack Kevorkian va ser sentenciat a una pena de 10 a 25 anys de presó per haver participat en el suïcidi assistit de 130 dels seus pacients suposadament terminals en haver inventat una màquina que permetia que els pacients s'auto-administressin una substància mortal. L'argument de Kevorkian era que l'assistència al suïcidi era un servei mèdic prestat a pacients pels qui el seu sofriment els resultava insuportable i no tenien possibilitats de guarir-se. El seu objectiu no era assassinar-los, sinó ajudar-los a acabar amb el seu sofriment.

## En la cultura popular
- Hin und weg
- You Don't Know Jack
- Bag of Bones
- Jo abans que tu
- Million Dollar Baby
- Mar adentro
- Condemnat a viure